# Lijst van burgemeesters van Winschoten
Dit is een lijst van burgemeesters van de voormalige Nederlandse gemeente Winschoten in de provincie Groningen. In 2010 is Winschoten met Reiderland en Scheemda opgegaan in de nieuwe gemeente Oldambt.
| Ambtsperiode | Naam burgemeester                  | Partij of stroming    | Bijzonderheden                                                           |
| ------------ | ---------------------------------- | --------------------- | ------------------------------------------------------------------------ |
| 1808 - 1836  | Eisso Post                         |                       | van 1808-1811 voorzitter van de raad, van 1811-1825 maire en schout      |
| 1837 - 1854  | Herman Johan Engelkens             | Conservatief          | was wethouder van Winschoten                                             |
| 1854 - 1866  | Gerardus Azings Venema (1808-1873) |                       | was wethouder van Winschoten                                             |
| 1866 - 1875  | Albert Koops Lzn                   |                       | was wethouder van Winschoten                                             |
| 1875 - 1878  | Maurits Aernoud Diederik Jolles    |                       | was burgemeester van Nieuwe Pekela, werd burgemeester van Assen          |
| 1878 - 1885  | Wubbo Pott Azn (1829-1898)         |                       | ook geschreven als Pot                                                   |
| 1885 - 1889  | Mr. Gerhardus van Kregten          |                       | was wethouder van Winschoten, later burgemeester van Sappemeer           |
| 1889 - 1906  | Mr. Hillebrand Jacob Wichers       |                       | was wethouder van Winschoten, werd burgemeester van Dordrecht            |
| 1906 - 1936  | Harbert Ido Schönfeld              | VDB                   | was wethouder van Winschoten                                             |
| 1936 - 1942  | Mr.dr. Alexander Jacobus Romijn    | Liberale Staatspartij |                                                                          |
| 1942 - 1945  | Mr. Aalderikus Jacob Drenth        | nationaalsocialisme   | was burgemeester van Nieuweschans                                        |
| 1945 - 1962  | Mr.dr. Alexander Jacobus Romijn    |                       |                                                                          |
| 1962 - 1971  | Auke de Boer                       | VVD                   |                                                                          |
| 1972 - 1979  | Gijsbert Johan (John) te Loo       | PvdA                  | was burgemeester van Borger, werd burgemeester van Schiedam              |
| 1980 - 1986  | Ties Jan Koek                      | PvdA                  | was burgemeester van Nieuweschans, werd burgemeester van Rheden          |
| 1986 - 1994  | Joop (J.J.) Postma                 | PvdA                  | was waarnemend burgemeester van Zaltbommel                               |
| 1994 - 1995  | Mr. Gauke Loopstra                 | VVD                   | waarnemend burgemeester, oud-burgemeester van onder meer Zwolle          |
| 1995 - 2009  | Janny Vlietstra                    | PvdA                  | was wethouder van Leeuwarden, werd gedeputeerde van de provincie Drenthe |
| 2009 - 2010  | Mr. Pieter van der Zaag            | CDA                   | waarnemend burgemeester, oud-burgemeester van Smallingerland             |